# Маркт-Нордхайм
Маркт-Нордхайм (нем. Markt Nordheim) — ярмарочная община в Германии, в земле Бавария.
Подчиняется административному округу Средняя Франкония. Входит в состав района Нойштадт-ан-дер-Айш-Бад-Виндсхайм. Подчиняется управлению Уффенхайм. Население составляет 1098 человек (на 31 декабря 2010 года). Занимает площадь 39,32 км². Официальный код — 09 5 75 146.
Община подразделяется на 7 административных единиц.

## Население
По оценке на 31 декабря 2015 года население общины Маркт-Нордхайм составляет 1150 чел. 

| Дата      | 1840 | 1871 | 1900 | 1925 | 1939 | 1950 | 1961 | 1970 | 1987 | 2011 |
| --------- | ---- | ---- | ---- | ---- | ---- | ---- | ---- | ---- | ---- | ---- |
| Население | 1591 | 1702 | 1523 | 1494 | 1367 | 1662 | 1359 | 1265 | 1116 | 1132 |

| Год       | 1960 | 1970 | 1980 | 1990 | 2000 | 2009 | 2010 | 2011 | 2012 | 2013 | 2014 | 2015 |
| --------- | ---- | ---- | ---- | ---- | ---- | ---- | ---- | ---- | ---- | ---- | ---- | ---- |
| Население | 1339 | 1259 | 1126 | 1092 | 1148 | 1122 | 1098 | 1137 | 1144 | 1159 | 1146 | 1150 |